# مورای اند رابرتس
مورای اند رابرتس (انگلیسی: Murray & Roberts) شرکت مهندسی در آفریقای جنوبی است، که در سال ۱۹۰۲ تأسیس شد.